# Cathédrale Saint-Pierre d'Érié
La cathédrale Saint-Pierre (St. Peter Cathedral) est la cathédrale du diocèse catholique d'Érié aux États-Unis. Elle se trouve à Érié (Pennsylvanie) au 230 West 10th Street (Sassafras Street). Elle est dédiée à l'apôtre Pierre.

## Histoire
C'est l'évêque d'Érié, Mgr Tobias Mullen, qui commande la construction de cette imposante cathédrale en 1873 à l'architecte Patrick Keely (en) (auteur prolifique de 21 cathédrales),. La première pierre est bénie le 1er août 1875 au cours d'une cérémonie le jour de la fête de la libération de saint Pierre. Elle est terminée en 1893.

## Description

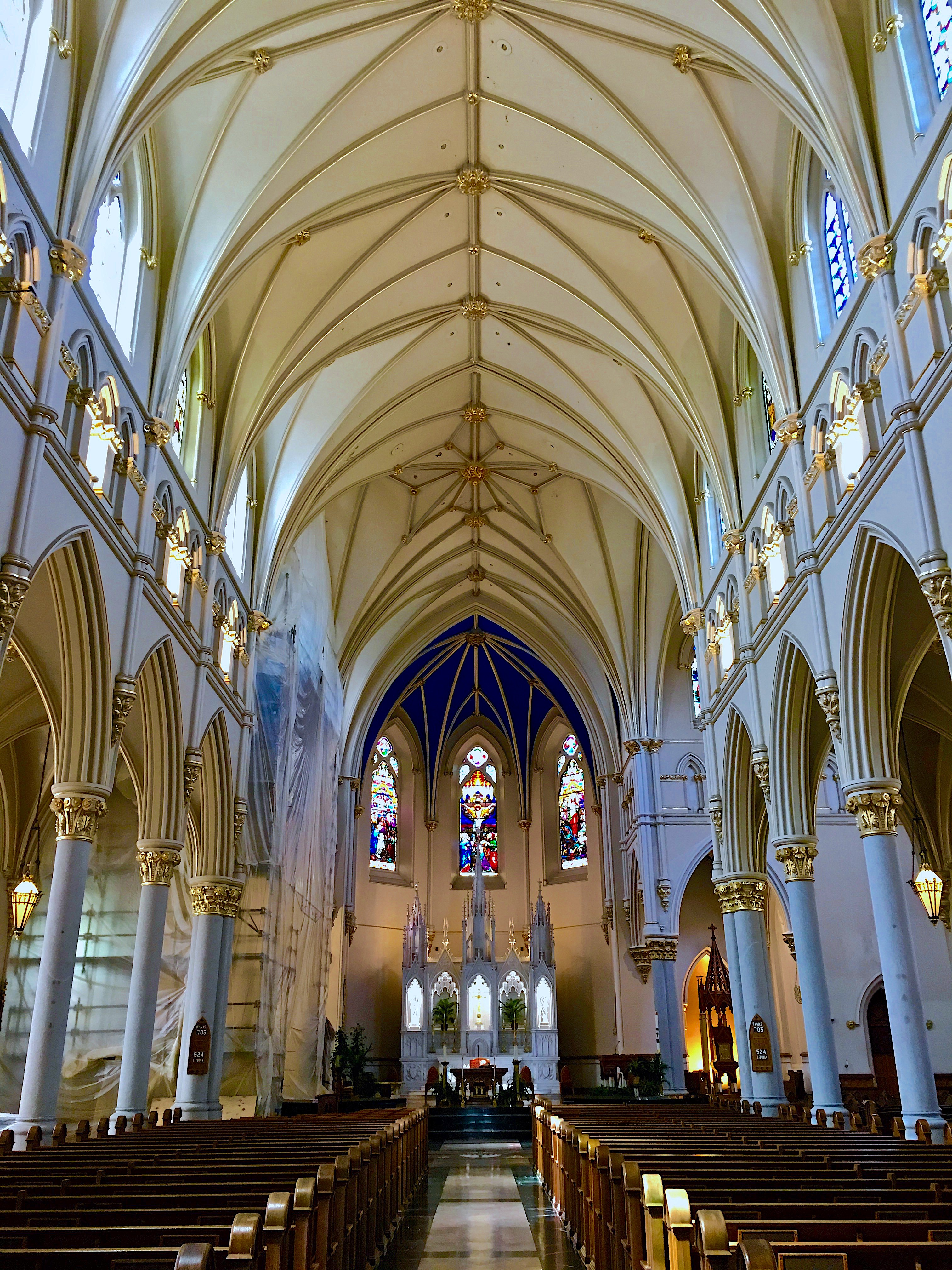
Intérieur

Cette cathédrale est construite dans le style néogothique français du Second Empire. Une grande partie des pierres viennent du démantèlement du canal d'Érié, fermé en 1871. L'extérieur consiste en pierres de grès rouge de Medina et de grès blanc d'Amherst et de Mercer.
Le clocher qui s'élève au milieu de la façade mesure 298 pieds (90,8304 m) de hauteur et les tours jumelles de style normand à 150 pieds (45,72 m). Le clocher contient une chambre de douze cloches pesant 14 tonnes et fondue en 1903 par la fonderie Meneely Bell de West Troy. La E. Howard Clock Company de Boston, New York et Chicago installe l'horloge du clocher également en 1903,. Le clocher a une base de 34 pieds (10,3632 m) carrés et les tours jumelles de 20 pieds (6,096 m) carrés.
Les vitraux du sanctuaire et du transept sont issus de la maison Franz Mayer de Munich et dépeignent L'Annonciation, La Nativité du Seigneur, La Crucifixion, La Résurrection, L'Ascension et La Parousie. De grandes baies de côté représentent Jésus donne les clefs à saint Pierre, Jésus chez le publicain. On trouve aussi des vitraux représentant La Vie de saint Pierre et quatre des Docteurs occidentaux de l'Église. Les vitraux ont été restaurés en 1992-1993 avec en plus l'installation de prismes pour la lumière.
L'orgue de tribune est issu de la maison Casavant Frères de Montréal et installé en 1977. Des additions sont faites en 1999. Il s'agit du troisième instrument depuis la construction de l'édifice.
Le baptistère est de la fin XIXe. Le maître-autel de marbre date de 1911 ; mais ne sert plus depuis les changements post-conciliaires.

## Enseignement

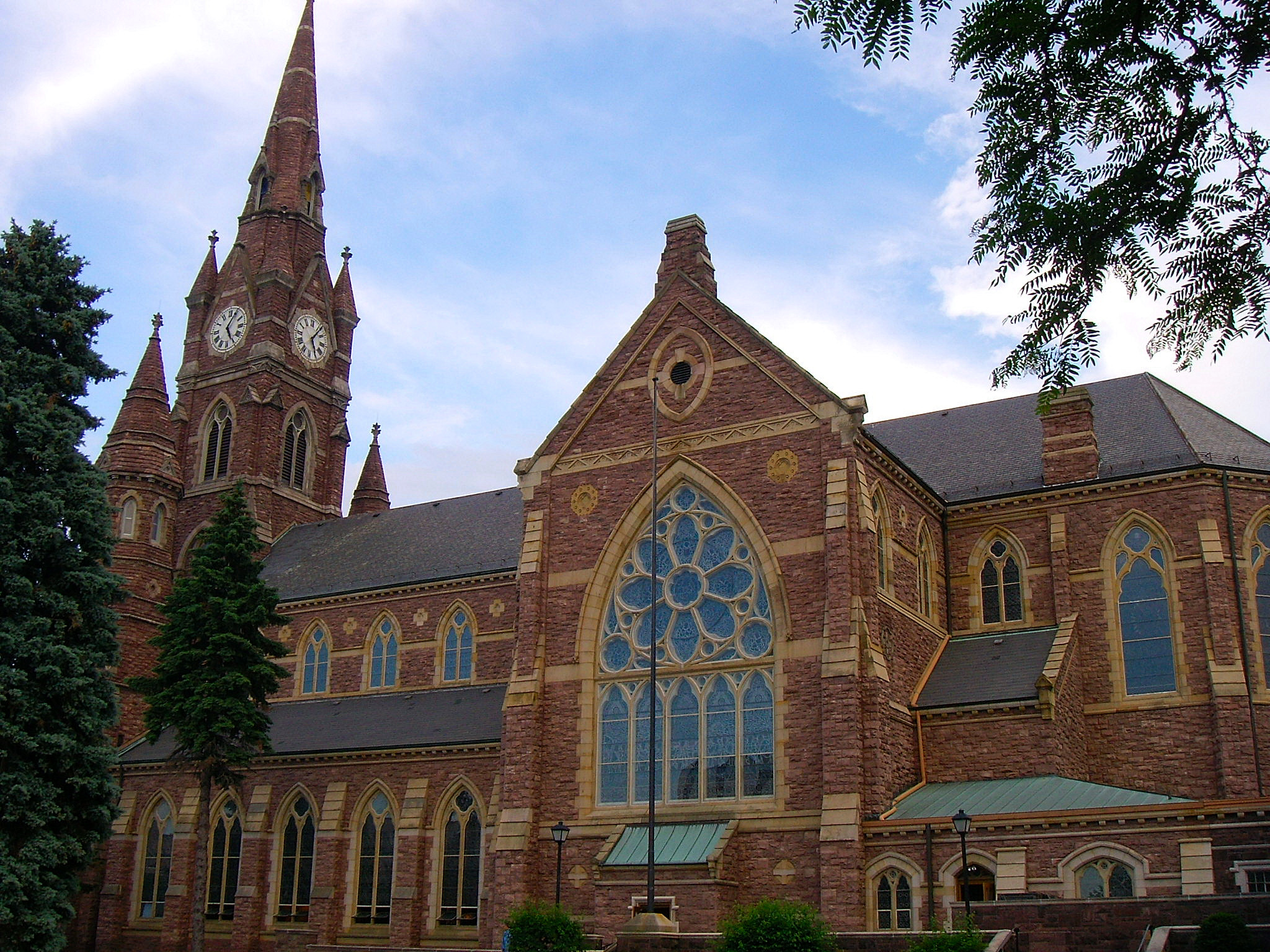
Vue de côté

La cathédrale administre la Cathedral Preparatory School, établissement secondaire pour garçons, situé derrière la cathédrale.